# Леко (провинция)
Вижте пояснителната страница за други значения на Леко.
Леко (на италиански: Provincia di Lecco) е провинция в Италия, в региона Ломбардия.
Площта ѝ е 816 км², а населението – около 330 000 души (2007). Провинцията включва 85 общини, административен център е град Леко.

## Административно деление
Провинцията се състои от 85 общини:
- Леко
- Абадия Лариана
- Айруно
- Аноне ди Брианца
- Балабио
- Барцаго
- Барцано
- Барцио
- Белано
- Бозизио Парини
- Бривио
- Булчаго
- Валвароне
- Валгрегентино
- Валмадрера
- Варена
- Вендроньо
- Вердерио
- Веркураго
- Вигано
- Галбиате
- Гарбаняте Монастеро
- Гарлате
- Дервио
- Долцаго
- Дорио
- Езино Ларио
- Ело
- Ерве
- Имберсаго
- Интробио
- Калко
- Казарго
- Казатеново
- Калолциокорте
- Карено
- Касаго Брианца
- Касина Валсасина
- Кастело ди Брианца
- Колико
- Коле Брианца
- Кортенова
- Коста Мазнага
- Крандола Валсасина
- Кремела
- Кремено
- Ла Валета Брианца
- Лиерна
- Ломаня
- Малграте
- Мандело дел Ларио
- Марньо
- Мерате
- Мисаля
- Моджо
- Молтено
- Монте Маренцо
- Монтевекия
- Монтичело Брианца
- Мортероне
- Нибионо
- Ознаго
- Оджоно
- Олджате Молгора
- Олджинате
- Оливето Ларио
- Падерно д'Ада
- Паньона
- Парласко
- Пастуро
- Перледо
- Пескате
- Премана
- Прималуна
- Робиате
- Роджено
- Санта Мария Ое
- Сироне
- Сиртори
- Суело
- Суельо
- Тачено
- Торе де' Бузи
- Чезана Брианца
- Чернуско Ломбардоне
- Чивате